# ۱۰۲۷ (قمری)
۱۰۲۷ (قمری)، هزار و بیست و هفتمین سال در گاهشماری هجری قمری است. اول محرم این سال برابر با بیست و نهم دسامبر سال ۱۶۱۷ میلادی است.